# Спусканюк, Владимир Захарович
Спусканюк Владимир Захарович (род. 9 сентября 1932) — советский архитектор, работавший на Украине.
Родился 9 сентября 1932 года в городе Славянске Сталинской (ныне Донецкой) области. В 1951 году закончил единственную на весь Славянск украинскую школу. Профессию архитектора получил в Харьковском институте народного хозяйства[уточнить].
В 1960-е и в начале 1970-х годов был соавтором и автором проектов значимых зданий города Донецка — института Донецкпроект (архитекторы Г. И. Навроцкий, В. 3. Спусканюк, инженер П. Е. Кидалов), Северного автовокзала (1962 год; архитекторы В. Д. Проценко, В. 3. Спусканюк, Г. И. Навроцкий, инженер А. Н. Булат), главного корпуса Государственного университета (архитекторы В. С. Бучек, Г. А. Павлов, В. 3. Спусканюк, инженер Н. А. Герасимов), детского кинотеатра «Красная шапочка» (1968 год; архитектор В. 3. Спусканюк), комплекса аэропорта Донецк (1973 год; архитектор В. 3. Спусканюк, на основе переработанного проекта повторного применения).
В 1970-е годы, будучи уже признанным архитектором, переезжает в Винницу, где становится главным архитектором города, развитию которого посвятит 40 лет.
При его участии построено первое в городе 9-этажное здание на проспекте Коцюбинского; комплекс мемориала Славы с Вечным огнём и памятником трем воинам в сквере имени Н. Г. Козицкого (авторы проекта — скульптор Я. М. Куленко и архитектор В. З. Спусканюк), в составе комплекса была возрождена устаревшая водонапорная башня с часами (архитектор Пантейлеймонов), получившая статус музея и ставшая своеобразным символом города; центральная площадь Винницы с памятником Ленину, и многие другие здания и сооружения города.
Благодаря В. З. Спусканюку Винница приобрела именно тот вид, к которому теперь привыкли жители и гости города.
|  |  |